# بيلغانا يوفانوفيتش
بيلغانا يوفانوفيتش (بالصربية: Биљана Јовановић)‏ هي ناشِطة وكاتِبة صربية (وحملت سابقاً جنسية يوغوسلافيا)، ولدت في 28 يناير 1953 في بلغراد في صربيا، وتوفيت في 11 مارس 1996.